# Kenchester
Kenchester est un village situé dans le Herefordshire en Angleterre.
Le village de Kenchester est connu pour son site archéologique datant de l'époque romaine. Les Romains avaient édifié le camp fortifié de Magnis face au fortin des Celtes construit sur la colline de Credenhill, aux limites des peuplements des Angles et des Magonsæte.